# Diocèse de Parme
Le diocèse de Parme (en latin : Dioecesis Parmensis ; en italien : Diocesi di Parma) est un diocèse de l'Église catholique en Italie, suffragant de l'archidiocèse de Modène-Nonantola et appartenant à la région ecclésiastique d'Émilie-Romagne.

## Territoire
Il est situé sur une grande partie de la province de Parme, l'autre partie de ces provinces sont dans les diocèses de
Fidenza et de Plaisance-Bobbio. Son territoire couvre 2 154 km2 divisé en 308 paroisses regroupées en 14 archidiaconés. L'évêché est la ville de Parme où se trouve la cathédrale de l'Assomption.
Dans la même ville, le sanctuaire Guy Marie Conforti conserve le corps du fondateur des xavériens. La maison-mère des servantes de l'Immaculée Conception de Parme garde le corps de leur fondatrice, la bienheureuse Anne Marie Adornitandis que les petites Filles des Sacrés-Cœurs de Jésus et Marie possèdent les reliques de la bienheureuse Eugénie Picco.

## Histoire
Les origines du diocèse de Parme sont incertaines. Le premier évêque connu est Urbain, mentionné dans la seconde moitié du IVe siècle, un évêque arien qui, bien que destitué en 372, occupe toujours le siège en 378 et doit être expulsé de force par l'autorité impériale. Par la suite, aucun autre évêque n'est connu avant le VIIe siècle. après Esuperanzio, dont l'attribution à Parme est incertaine, on connaît l'évêque Grazioso qui participe au concile de Rome organisé en 680 par le pape Agathon.
À l'origine suffragant de l'archidiocèse de Milan, il entre, au milieu du Ve siècle, dans la province ecclésiastique de l'archidiocèse de Ravenne. Au VIIe siècle, Parme intègre le territoire du diocèse supprimé de Brescello (it). Par décision de Mgr Guibodo, en 877, l'évêque est assisté et soutenu dans la gestion du pouvoir spirituel et temporel par le chapitre de la cathédrale de Parme. Au Xe siècle, Oberto et son successeur Sigefredo II obtiennent l'investiture de l'abbaye de Nonantola.
Le 10 août 1058, un grave incendie frappe Parme et détruit l'ancienne cathédrale. À la demande de l'évêque Cadalus, une autre est construite à l'extérieur des murs, à l'emplacement d'une ancienne basilique paléochrétienne ; probablement terminée en 1074, elle est consacrée par le pape Pascal II en 1106. Le 3 janvier 1117, la cathédrale est touchée par un tremblement de terre. Lors de l'élection du pape Alexandre II, Cadalus lui-même, est élu antipape en 1061 sous le nom d'Honorius II ; il ne quitte jamais Parme et jusqu'à sa mort il se vante d'avoir le titre d' episcopus parmensis et electus Apostolicus.
Dans la seconde moitié du XIIIe siècle, la secte de Fra Dolcino se propage à Parme, condamnée par le concile de Lyon de 1274. En 1290, l'hérésiarque Gherardo Segarelli est emprisonné ; évadé, il est de nouveau emprisonné en 1294 ; il s'enfuit à nouveau et recapturé en 1300, il est brûlé sur le bûcher le 18 mai de la même année.
En 1582, le diocèse est nommé suffragant de l' archidiocèse de Bologne. Le 26 mai 1806, il entre dans la province ecclésiastique de l'archidiocèse de Gênes. Le 30 mars 1818, il est placé sous exemption.
Le 28 juillet 1826, la duchesse de Parme décerne aux évêques de Parme le titre de grand prieur de l'ordre sacré et militaire constantinien de Saint-Georges. Le 14 août 1892, le pape Léon XIII accorde aux évêques de Parme le titre d'abbé de Fontevivo.
En 1919, l'hebdomadaire diocésain Vita Nuova est fondé. En 1948, la paroisse de Castione Marchesi qui fait partie de la municipalité de Fidenza passe au diocèse de Fidenza, tandis que le diocèse de Parme acquiert la paroisse de Castellina de la municipalité de Soragna appartenant déjà au diocèse de Fidenza. Enfin, le 8 décembre 1976, le diocèse est nommé suffragant de l'archidiocèse de Modène-Nonantola .
En 2003, par décret de la Congrégation des évêques du 14 janvier, une nouvelle modification territoriale est sanctionnée, par laquelle le diocèse de Parme cède 4 paroisses à Fidenza et 2 à Piacenza-Bobbio, tout en acquérant 4 paroisses, 2 de Fidenza et 2 de Piacenza-Bobbio. Le 23 octobre 2011, le pape Benoît XVI canonise Guy Marie Conforti, fondateur de la missionnaires xavériens.

## Sources
- (en) Catholic-Hierarchy

- (it) Cet article est partiellement ou en totalité issu de l’article de Wikipédia en italien intitulé « Diocesi di Parma » (voir la liste des auteurs).

### Articles liés
- Liste des diocèses et archidiocèses d'Italie
- Église catholique en Italie